# 王約 (萬曆進士)
王约（1531年—1605年），字伯一，号仰石，福建惠安县螺阳乡东张村（现属惠安县螺阳镇，该村因国防建设已散迁不存）人，明朝政治人物。

## 生平
隆庆元年（1567年）丁卯科福建鄉試第四十一名，萬曆五年（1577年）丁丑科會試第一百三十四名，登三甲第十一名進士。万历十六年（1588年）担任广东惠州府知府。丁忧去。万历三十三年（1605年），王约逝世。

## 家族
曾祖王璉；祖父王奇橙，曾任知縣；父王以佐，曾任教授。母陳氏；繼母黃氏。具庆下。